# Trovão Lucas
Timóteo Trovão Lucas (Sobral de Monte Agraço, Sobral de Monte Agraço, 28 de Maio de 1907 – Lisboa, 1993) foi um arquiteto português conhecido por vários projetos executados em Lisboa e Luanda.

## Biografia
Viveu em Portugal, Brasil e nos Estados Unidos da América, antes de se estabelecer definitivamente em Portugal.
Trabalhou com Arsénio Cordeiro que lhe terá dedicado a obra da sede da Caixa Geral de Depósitos em Lisboa, obra conhecida no meio como "Prédio Trovão Lucas".

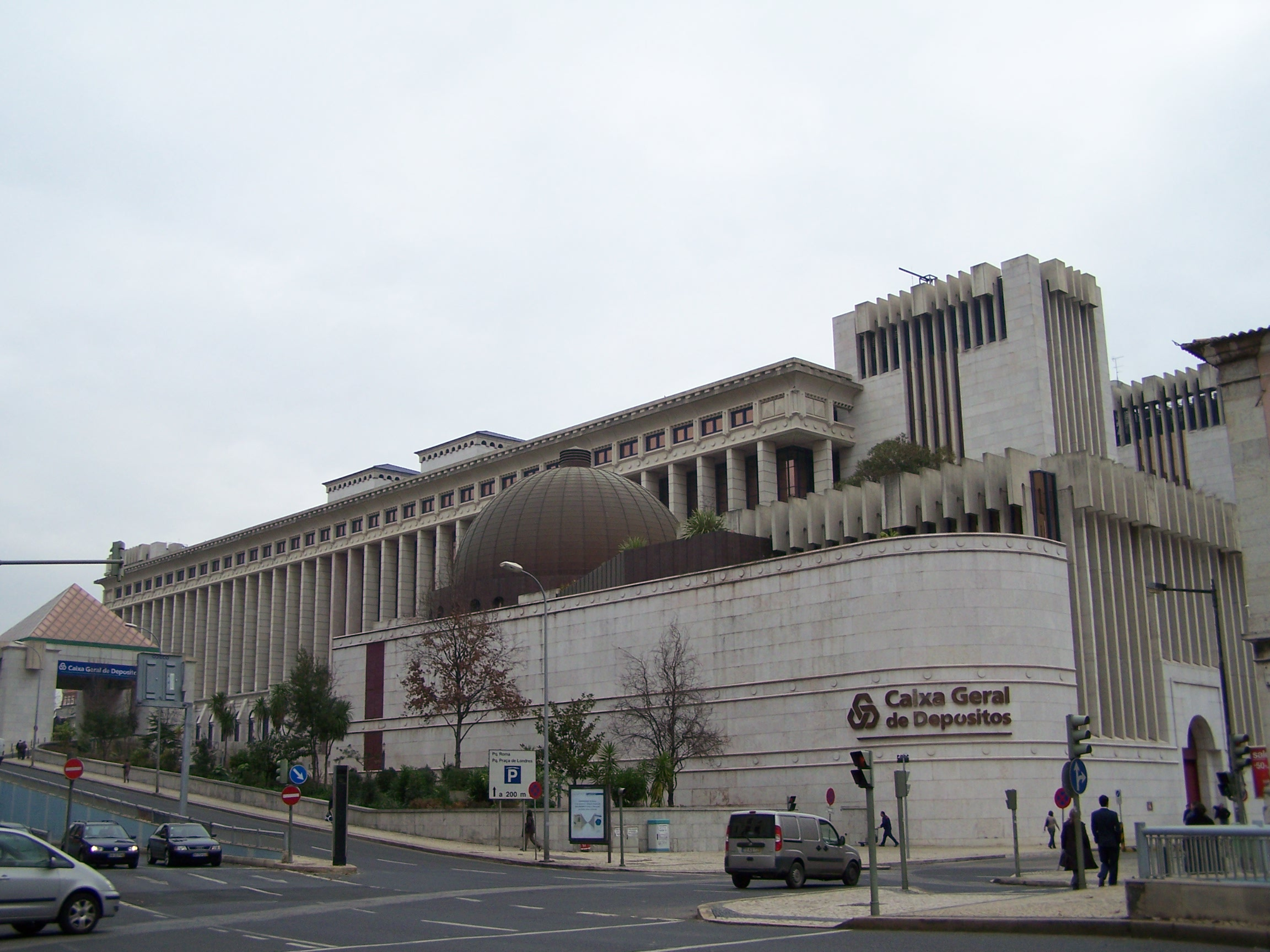
Prédio Trovão Lucas, sede da Caixa Geral de Depósitos em Lisboa

Há um renovado fascínio pela influência deste auto-intitulado "maestro do tijolo e do betão". O seu pensamento cruzou a arquitetura do século XX com grande discrição mas de forma marcante. As conversas tensas com Oscar Niemeyer, a correspondência intrigante com Frank Lloyd Wright, a relação tempestuosa com a Bauhaus atraem cada vez mais os meios intelectuais. É reconhecido nos Estados Unidos da América pela comunidade portuguesa, por desenhar alguns prédios na costa leste devido à influência de alguns familiares emigrantes.
Figura intrigante, descrita pelo crítico de arte luso-americano Augusto Maria de Saa como "génio apagado", morreu no ano de 1993 . 